# Václavy
Václavy (en allemand : Wazlaw) est une commune du district de Rakovník, dans la région de Bohême-Centrale, en République tchèque. Sa population s'élevait à 70 habitants en 2020.

## Géographie
Václavy se trouve à 10 km au sud-est de Jesenice, à 12 km à l'ouest-sud-ouest de Rakovník et à 61 km à l'ouest de Prague.
La commune est limitée par Řeřichy au nord, par Zavidov à l'est, par Čistá au sud et par Velká Chmelištná à l'ouest.

## Histoire
La première mention écrite de la localité date de 1453.

## Transports
Par la route, Václavy se trouve à 14,5 km de Rakovník et à 72 km du centre de Prague.